# غراسيانو دوس سانتوس نيفيس
غراسيانو دوس سانتوس نيفيس (بالبرتغالية: Graciano dos Santos Neves‏) هو طبيب برازيلي، ولد في 12 يونيو 1868 في ساو ماتيوس، إسبيريتو سانتو في البرازيل، وتوفي في 1922.